# Список керівників держав 13 року

## Європа
- плем'я атребатів — король Епілл (8-15)
- Боспорська держава — цар Рескупорід I Аспург (14 до н. е.- 37 н. е.)
- правитель племені Вотадинів Овен ап Афалах (10 до н. е. — 25 н. е.)
- Ірландія — верховний король Ферадах Фіндфехтнах (9-14)
- цар кантіїв Восеніос (- до 15)
- плем'я катувеллаунів — вождь Кунобелін (9-43)
- плем'я маркоманів — вождь Маробод (9 до н. е.-19 н. е.)
- пропретор провінції Мезія Гай Поппей Сабін (11-15)
- Одриське царство — царі Рескупорід II і Котіс VIII
- плем'я херусків — вождь Арміній (до 21)
- Римська імперія
  - імператор Октавіан Август (27 до н. е.-14 н. е.)
  - консули Гай Сілій Авл Цецина Ларг і Луцій Мунацій Планк

## Азія
- китайський імператор династії Сінь Ван Ман (9-23)
- цар Великої Вірменії Вонон I (12-15)
- тетрарх Галілеї та Переї Ірод Антипа (4 до н. е. - 39)
- цар Елімаїди Камнаскір VIII (1-15)
- цар Іберії Фарсман I (до 58)
- індо-скіфський цар Віджаямітра (до 15)
- цар Каппадокії Архелай (36 до н. е.-17)
- тхеван Когурьо Юрімьон (до 18)
- цар Коммагени Антіох III (до 17)
- цар Кушану Герай (1-30)
- цар Набатеї Арета IV Філопатор (до 40)
- цар Осроени Ма'ну IV; по ньому — Абгар V
- цар Парфії Артабан II (12-35)
- тхеван Пекче Онджо (до 28)
- цариця Понту Піфодорида (до 38)
- правитель Сатватханів Пулумаві I (до 31)
- правитель Сілли Намхе Чхачхаун (4-24)
- префект Сирії Квінт Цецилій Метелл Критський Сілан (до 17)
- цар Харакени Абінерга I (до 22-23)
- шаньюй Хунну Учжулю; по ньому — Улей-Жоді
- первосвященник Юдеї Анна (до 15)
- імператор Японії Суйнін (до 70)

## Африка
- префект провінції Єгипет Марк Магій Максим
- Кушський цар Натакамані (1 до н. е. — 23)
- король Мавретанії Юба II (25 до н. е. — 23)